# Transipochira sikkimensis
Transipochira sikkimensis är en skalbaggsart som beskrevs av Stefan von Breuning 1977. Transipochira sikkimensis ingår i släktet Transipochira och familjen långhorningar. Inga underarter finns listade i Catalogue of Life.